# Вальтер Цеманек
Вальтер Цеманек (нім. Walter Zemanek; 25 травня 1918, Майнц — ?) — німецький військовик, обер-фельдфебель люфтваффе (1 березня 1944). Бортрадист 1-ї ескадрильї 100-ї бомбардувальної ескадри. Кавалер Німецького хреста в золоті.

## Нагороди
- Медаль «У пам'ять 1 жовтня 1938» (12 лютого 1940)
- Залізний хрест
  - 2-го класу (22 серпня 1941)
  - 1-го класу (14 вересня 1941)
- Авіаційна планка бомбардувальника
  - в бронзі (27 серпня 1941)
  - в сріблі (1 березня 1942)
  - в золоті (14 червня 1942)
  - в золоті з планкою (9 липня 1943)
  - в золоті з планкою «300» (23 листопада 1944)
- Медаль «Хрестовий похід проти комунізму» (Румунія) (21 липня 1942)
- Медаль «За зимову кампанію на Сході 1941/42» (27 серпня 1942)
- Почесний Кубок Люфтваффе (16 листопада 1942)
- Кримський щит (15 березня 1943)
- Нагрудний знак бортрадиста і бортстрільця (3 червня 1943)
- Німецький хрест в золоті (17 жовтня 1943)